# Fantastica italiana
Fantastica italiana è stato un programma televisivo italiano di genere talent show, trasmesso da Rai 1 in prima edizione nel 1995 e poi riproposta fino al 2000, con un'interruzione nel 1999.
Diretto da Lella Artesi, venne scritto da Alfredo Cerruti, Ugo Porcelli, Marco Luci e Federico Moccia, e condotto nella prima edizione da Paolo Bonolis, Gianna Schelotto e Luca Laurenti (10 puntate, a cavallo tra il 1995 e il 1996), mentre nelle due successive da Giancarlo Magalli, prima con Teo Teocoli (10 puntate nella primavera del 1997) e poi con Roberta Capua (10 puntate nella primavera del 1998). Dopo una sospensione per due stagioni televisive, è andata in onda un'ultima edizione nell'autunno del 2000, per un totale di 9 puntate, dirette da Cesare Gigli e condotte da Mara Venier e Massimo Lopez.
Il programma era strutturato come un concorso di bellezza, con nove partecipanti, che dovevano mostrare le proprie abilità come ballerine, cantanti, attrici e anche conduttrici televisive.
Prima ballerine del corpo di ballo sono state Matilde Brandi, Lorenza Mario, Corinne Bonuglia e Roberta Lanfranchi.

## Edizioni
| Edizione | Inizio            | Fine             | Puntate | Giorno di messa in onda | Conduzione        | Conduzione    | Prime ballerine    | Prime ballerine    | Regia        | Studio                             |
| -------- | ----------------- | ---------------- | ------- | ----------------------- | ----------------- | ------------- | ------------------ | ------------------ | ------------ | ---------------------------------- |
| 1ª       | 3 dicembre 1995   | 11 febbraio 1996 | 10      | Domenica                | Paolo Bonolis     | Luca Laurenti | Lorenza Mario      | Matilde Brandi     | Lella Artesi | Teatro 3 di Cinecittà - Roma       |
| 2ª       | 12 aprile 1997    | 14 giugno 1997   | 10      | Sabato                  | Giancarlo Magalli | Teo Teocoli   | Corinne Bonuglia   | Corinne Bonuglia   | Lella Artesi | Auditorium del Foro Italico - Roma |
| 3ª       | 18 aprile 1998    | 21 giugno 1998   | 10      | Sabato/Domenica         | Giancarlo Magalli | Roberta Capua | Roberta Lanfranchi | Roberta Lanfranchi | Lella Artesi | Teatro delle Vittorie - Roma       |
| 4ª       | 14 settembre 2000 | 16 novembre 2000 | 9       | Giovedì                 | Mara Venier       | Massimo Lopez | -                  | -                  | Cesare Gigli | Studio 5 CPTV Dear - Roma          |